# Liste der Bodendenkmäler in Elsenfeld
Auf dieser Seite sind die Bodendenkmäler in dem unterfränkischen Markt Elsenfeld zusammengestellt. Diese Tabelle ist eine Teilliste der Liste der Bodendenkmäler in Bayern. Grundlage ist die Bayerische Denkmalliste, die auf Basis des Bayerischen Denkmalschutzgesetzes vom 1. Oktober 1973 erstmals erstellt wurde und seither durch das Bayerische Landesamt für Denkmalpflege geführt wird. Die folgenden Angaben ersetzen nicht die rechtsverbindliche Auskunft der Denkmalschutzbehörde.

## Bodendenkmäler in Elsenfeld
| Lage       | Objekt | Akten-Nr.     | Bild |
| ---------- | --- | ------------- | ---- |
| (Standort) | Kammergräber der frühen Urnenfelderzeit und Körpergräber vor- und frühgeschichtlicher Zeitstellung. | D-6-6120-0027 |      |
| (Standort) | Brandgräber der frühen Urnenfelderzeit. | D-6-6120-0029 |      |
| (Standort) | Gräber der jüngeren Latènezeit. | D-6-6120-0030 |      |
| (Standort) | Gräber der frühen Urnenfelderzeit. | D-6-6120-0031 |      |
| (Standort) | Bestattungsplatz vorgeschichtlicher Zeitstellung mit Grabhügeln und Kultstätte der Hallstattzeit. | D-6-6120-0032 |      |
| (Standort) | Archäologische Befunde des Mittelalters und der frühen Neuzeit im Bereich eines verebneten Burgstalles. | D-6-6120-0033 |      |
| (Standort) | Archäologische Befunde im Bereich der frühneuzeitlichen katholischen Pfarrkirche St. Ubaldus und Gertrud von Elsenfeld mit mittelalterlicher Kapelle als Vorgängerbau sowie Körperbestattungen im ummauerten Kirchhof.                                                                       | D-6-6120-0122 |      |
| (Standort) | Siedlung der Linearbandkeramik. | D-6-6121-0006 |      |
| (Standort) | Siedlung der Urnenfelderzeit. | D-6-6121-0007 |      |
| (Standort) | Siedlung der Urnenfelderzeit. | D-6-6121-0009 |      |
| (Standort) | Siedlung der Urnenfelderzeit. | D-6-6121-0010 |      |
| (Standort) | Siedlung der Urnenfelderzeit. | D-6-6121-0011 |      |
| (Standort) | Vorgeschichtliche Grabhügel, daraus Funde der Hallstattzeit. | D-6-6121-0012 |      |
| (Standort) | Vorgeschichtliche Grabhügel. | D-6-6121-0013 |      |
| (Standort) | Verebnete vorgeschichtliche Grabhügel, daraus Funde der mittleren Bronzezeit und der Hallstattzeit. | D-6-6121-0014 |      |
| (Standort) | Vorgeschichtliche Grabhügel. | D-6-6121-0015 |      |
| (Standort) | Vorgeschichtliche Grabhügel, daraus Funde der Bronzezeit und der Hallstattzeit. | D-6-6121-0016 |      |
| (Standort) | Vorgeschichtliche Grabhügel, daraus Funde der Bronzezeit. | D-6-6121-0017 |      |
| (Standort) | Vorgeschichtliche Grabhügel, daraus Funde der Hallstattzeit. | D-6-6121-0018 |      |
| (Standort) | Vorgeschichtliche Grabhügel, daraus Funde der Hallstattzeit. | D-6-6121-0019 |      |
| (Standort) | Vorgeschichtliche Grabhügel. | D-6-6121-0020 |      |
| (Standort) | Archäologische Befunde im Bereich des mittelalterlichen und frühneuzeitlichen ehemaligen Zisterzienserinnenklosters Himmelthal mit frühneuzeitlicher ehem. Jesuitenkirche St. Sebastian mit mittelalterlichem Vorgängerbau sowie Klostermühle, ummauerter Klostergarten und Ökonomiegebäude. | D-6-6121-0022 |      |
| (Standort) | Vorgeschichtliche Grabhügel, daraus Funde der Hallstattzeit. | D-6-6121-0023 |      |
| (Standort) | Archäologische Befunde im Bereich der frühneuzeitlichen katholischen Kirche St. Barbara von Eichelsbach mit frühneuzeitlicher Kapelle St. Katharina als Vorgängerbau sowie Körperbestattungen im ummauerten Kirchhof.                                                                        | D-6-6121-0096 |      |
| (Standort) | Archäologische Befunde im Bereich der frühneuzeitlichen katholischen Pfarrkirche St. Johannes der Täufer von Rück. | D-6-6121-0098 |      |
| (Standort) | Archäologische Befunde im Bereich der frühneuzeitlichen ehemaligen katholischen Pfarrkirche St. Antonius von Padua von Schippach. | D-6-6121-0101 |      |